# فأر ناعم منظاري
فأر ناعم منظاري (الاسم العلمي: Liomys spectabilis) هو نوع من الحيوانات يتبع جنس فأر ناعم من فصيلة الفئران المتغايرة.